# Sophie Pelletier
Sophie Pelletier est une auteure-compositrice-interprète, productrice québécoise et enseignante de français au secondaire, née le 27 novembre 1986 à Rivière-Ouelle, au Canada.

## Eléments de parcours
Elle est née en 1986 à Rivière-Ouelle, dans le Bas-Saint-Laurent au Québec. Durant ses études en éducation spécialisée, elle est ponctuellement chansonnière, dans des bars. Elle passe par le Cégeps en spectacle et le Festival en chanson de Petite-Vallée, puis tente sa chance à Star Académie. Elle est révélée dans la cinquième saison, diffusée en 2012, sur les ondes de TVA,,.
Elle est cofondatrice de la maison de production et de relations de presses, UniForce Pro, fondatrice du projet Victoire Musique, a lancé deux albums au Canada, Le désert, la tempête en 2015 et Les météores en 2017 et possède, depuis janvier 2019, son propre label indépendant, Joseph Musique,.
Elle a été en couple avec Bryan Audet, elle divorce peu de temps avant d'emménager à Montréal.
À l'automne 2020, elle retourne aux études à l'université de Montréal pour devenir enseignante de français au secondaire, dont en 2024, elle obtient son diplôme.

## Discographie

### En solo
- 2015 : Le désert, la tempête (UniForce Pro/Amusic/Sony)
- 2016 : Bouteille à la mer (single) (UniForce Pro/Select)
- 2017 : Les Météores (UniForce Pro/Select)
- 2017 : Mes jours d'hiver (single) (UniForce Pro/Select)
- 2018 : À l'envers - remix (single) (UniForce Pro/Select)
- 2019:  Pas comme ça qu'on s'aime (single) (Joseph Musique/Select)

### Participations diverses
- 2007 : Noir Silence : Live à Québec (Noir Silence inc./Select)
- 2012 : Star Académie 2012 (Productions J/Select)
- 2012 : Star Académie 2012 : Noël (Productions J/Select)